# Marijan Novina
Marijan Novina, slovenski pevec zabavne glasbe, * 1974, Novo mesto.
Sodeloval je v resničnostnem šovu Kmetija slavnih, nastopil je tudi v oddaji Znan obraz ima svoj glas na POP TV.

## Singli
- Rdeci cvet
- Hvala ti ati za vse
- Najlepše so Slovenke
- Deklica povej
- Ritem mojega srca
- Želim si biti le tvoj
- Mama, hvala za vse
- Tisto dekle
- V petek zvečer
- Slovenski vojak
- I pray withyou
- To smo mi
- Zate
- Zjoči se
- Moja punca
- Ta noč
- Le s teboj mi je lepo
- Tiho pojem
- Ljubil sem in ljubil bom
- Zakaj
- V dolgih nočeh
- Punca tebe rabm
- Štrajk
- U tijelu anđela (2009)
- Pravi sem kmetič
- Vse enkrat mine
- Svet se vrti nazaj
- V mojih dlaneh
- Sama
- Saša
- Dojdi
- Zar sam previse te volio
- Rad bi
- Ti ljubiš
- Ko sem s tabo
- Vrni se
- Gremo na morje
- Moja mala ljubim te
- Kdo te je ustvaril
- Ona spi
- Spomin me nate spremlja
- Kje si zdaj
- Molim s teboj
- Novo mesto
- Odlazim
- Samo ti
- Ako jednom odes ti
- Izplaci se
- Moja mala ljubavi
- More, sunce, ti i ja
- Sve sto imam ja
- Moja mala
- Ti znas
- Trebam te
- Kaj ste angeli(makedonska)
- Težki sem Kmetič
- We must believe
- Rad te imam sin moj
- Tebi, sin moj
- Angel in hudič
- Res je fajn
- Tišina
- Zdaj vem,kaj je ljubezen
- Zgodba ribiča

## Albumi
- Najlepše so Slovenke (1992)

Samozaložba 
- Ljubil sem in ljubil bom (2000), založba Nika Records
- Popotovanje. (2009) samozaložba

## Udeležba na glasbenih festivalih
- Saša - Orion 1999
- Saša-(Slovenska popevka 1999)
- Zate (MMS 2000)
- Zate (Maglaj 2000, 1 nagrada stokovne žirije)
- Dojdi (Skopje 2000, 2 nagrada strokovne žirije)
- Saša (Vitbsk Belorusija 2000,EVEROVIZIJA SLOVANSKIH NARODOV 2 MESTO STROKOVNE ŽIRIJE
- Ako jednom odes ti (festival MOSTAR 2002, 3 nagrada strokovne žirije)
- Trebam te (Bihac 2002, 1 nagrada strokonve žirije)
- Sve sto imam ja (Banja luka 2003)
- Samo ti (Mostar 2003)
- Zar sam previse te velio (bihac 2003)
- Sama (Hit festival 2003)
- Vse enkrat mine - EMA 2003 9. mesto
- Kaj ste angeli (Skopje 2004, 3 nagrada publike)
- Svet se vrti nazaj - EMA 2004 14. mesto
- Sama (Mostar 2004)
- V mojih dlaneh (EMA 2006)
- Moja mala ljubavi (Bihac 2006)
- Moja mala ljubavi- rock verzija (skopje 2015 2 nagrada strokovne žirije)
- We must believe (Varna Bolgarija 2015, posebna nagrada organizatorja)